# Вайлдпарк Дюльмен
Вільдпарк Дюльмен (нім. Wildpark Dülmen) — парк, площею 250 гектарів, що розташований у західній частині Дюльмена. Парк був відкритий в 1860-х роках, коли власник землі Альфред фон Крой з Едвардом Мілнером та Чарльзом Барнардом заснував на місці ділянки площею 120 га ландшафтний сад із ставком у формі «серця», дерев'яним мостом, луками та групами дерев.
Три входи ведуть до парку, центральний шлях якого інтегрований у мережу велосипедних доріжок міста Дюльмен. До деяких доріжок можна під'їхати на інвалідному візку.
Парк складається з озелененої території луків, лісів та озер. На великій території живуть лані, благородні олені та вівці (Heidschnucke). Ставки є принадою для багатьох видів птахів.
Тут проходить стрілецький фестиваль. Парк відкритий для відвідувачів безкоштовно цілий рік.

## Розташування
Парк дикої природи розташований переважно в районі Мітте міста Дюльмен. Менша частина в напрямку федеральної траси 43 належить району Кірхшпіль, точніше садибі Бернсте.

## Галерея

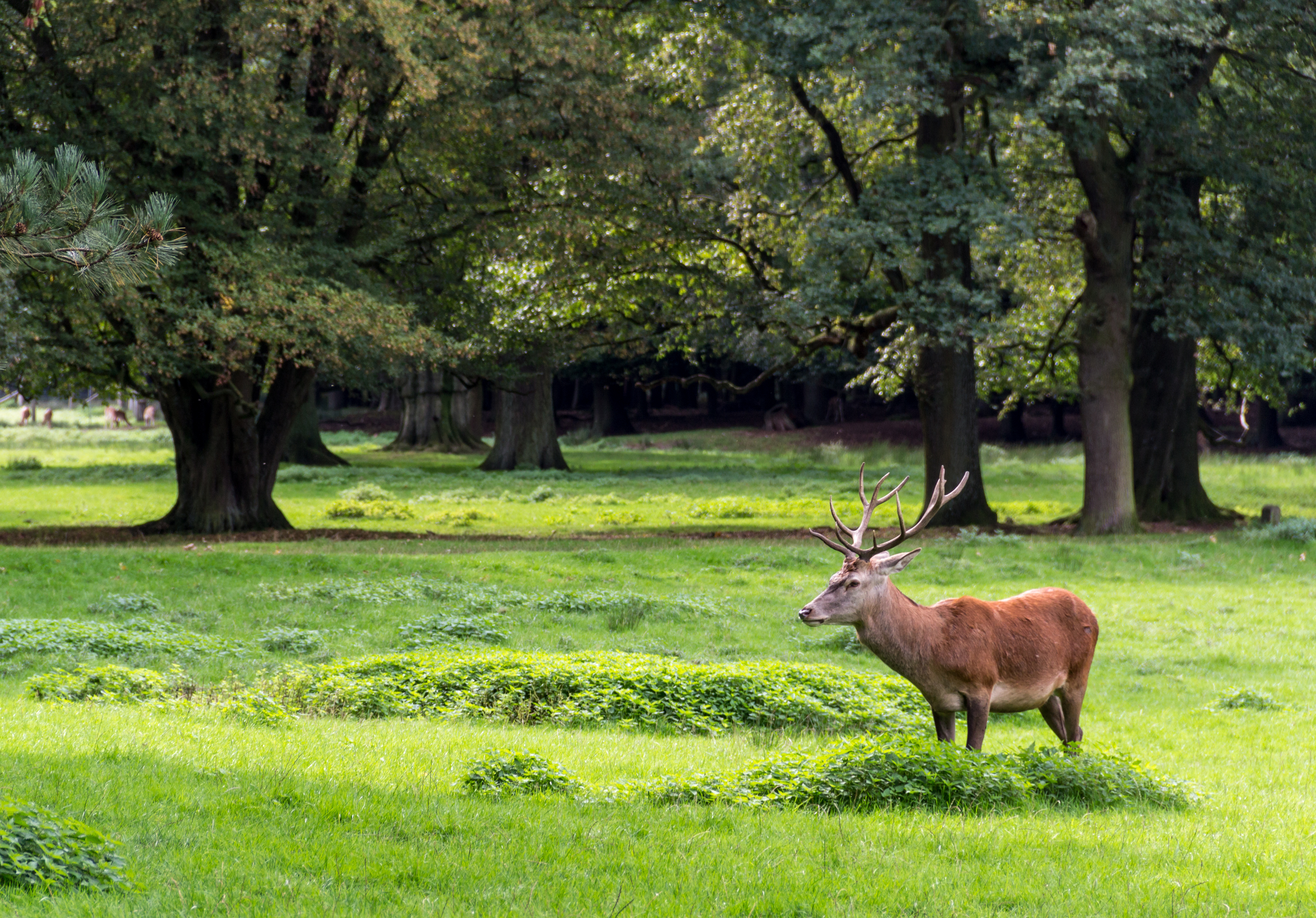
Олень
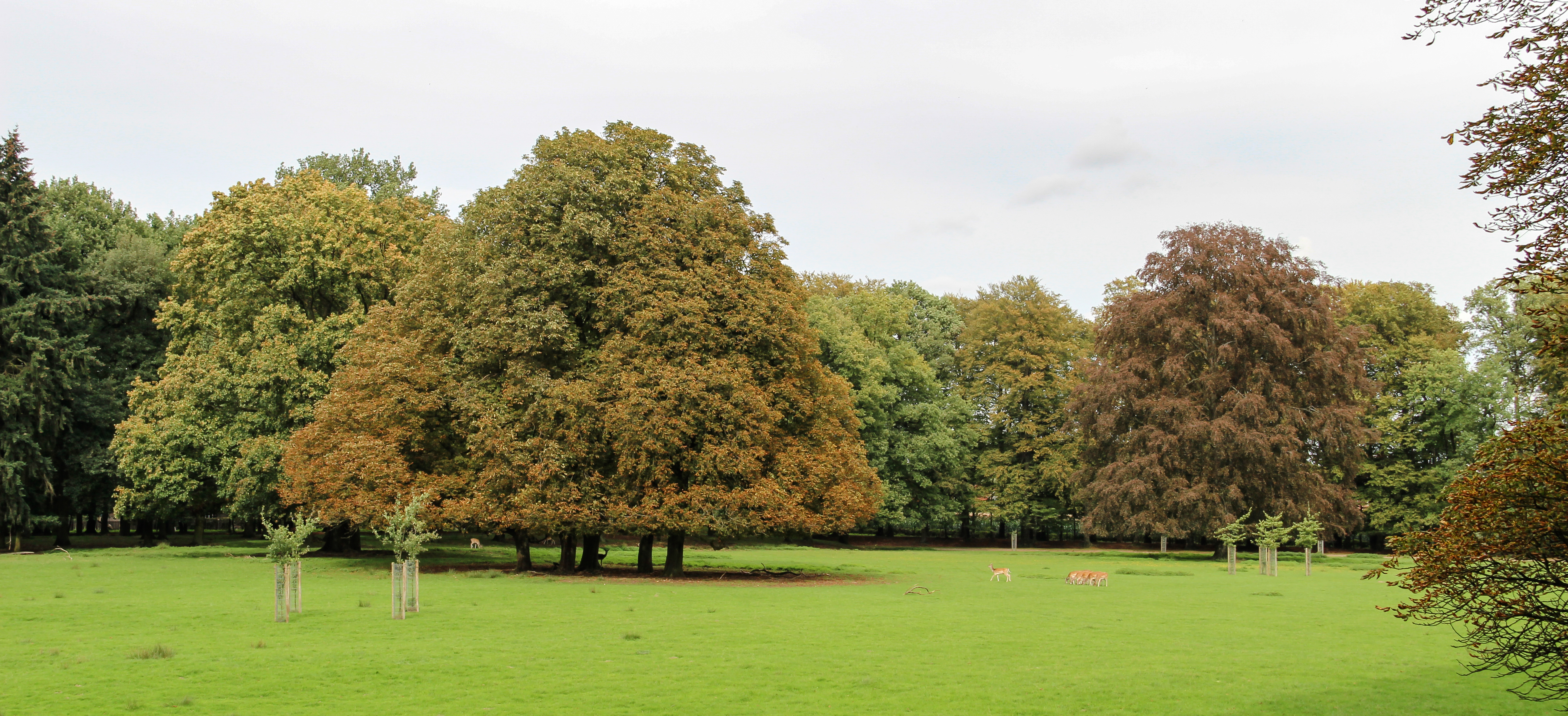
Галявина з деревами
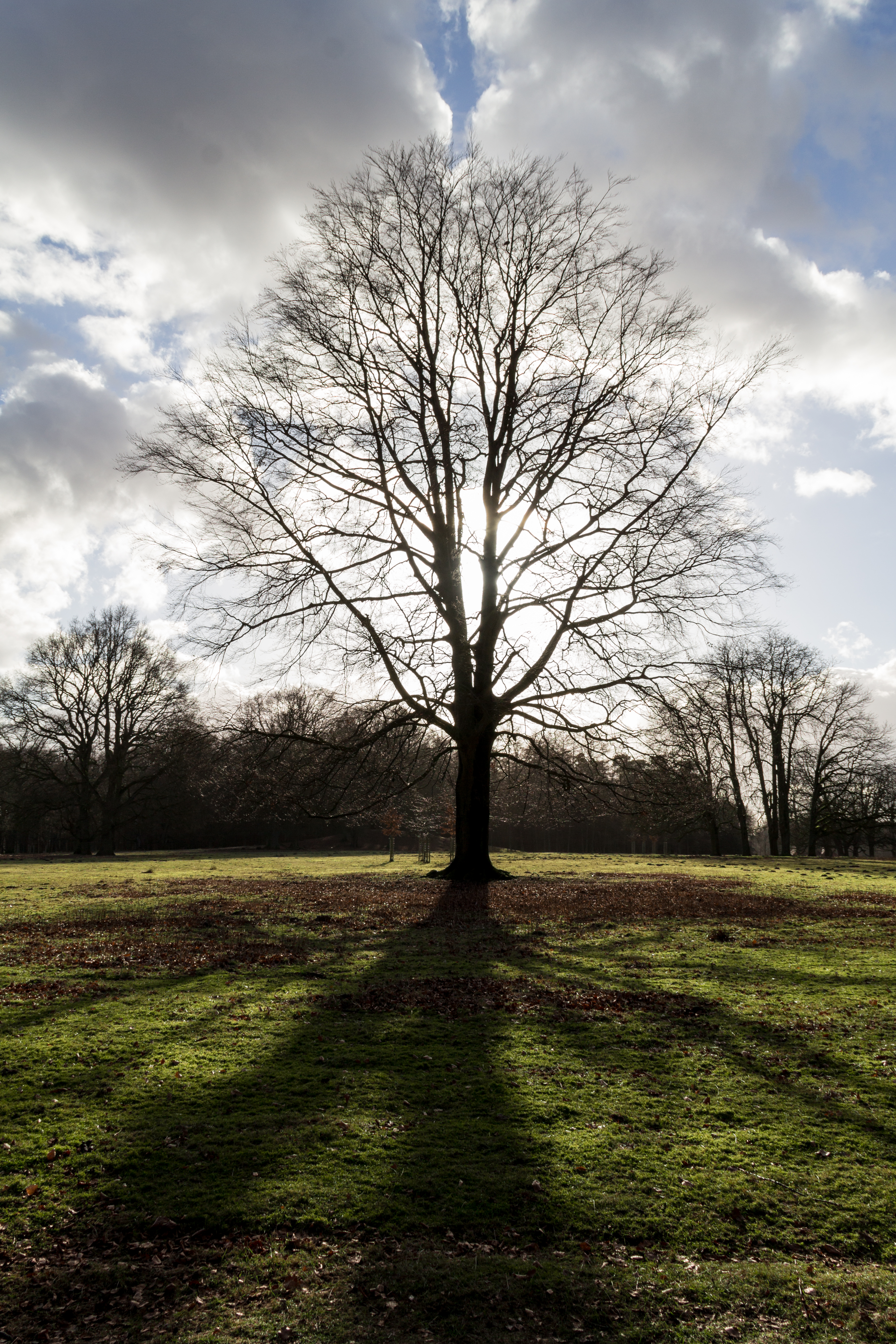
Одиноке дерево
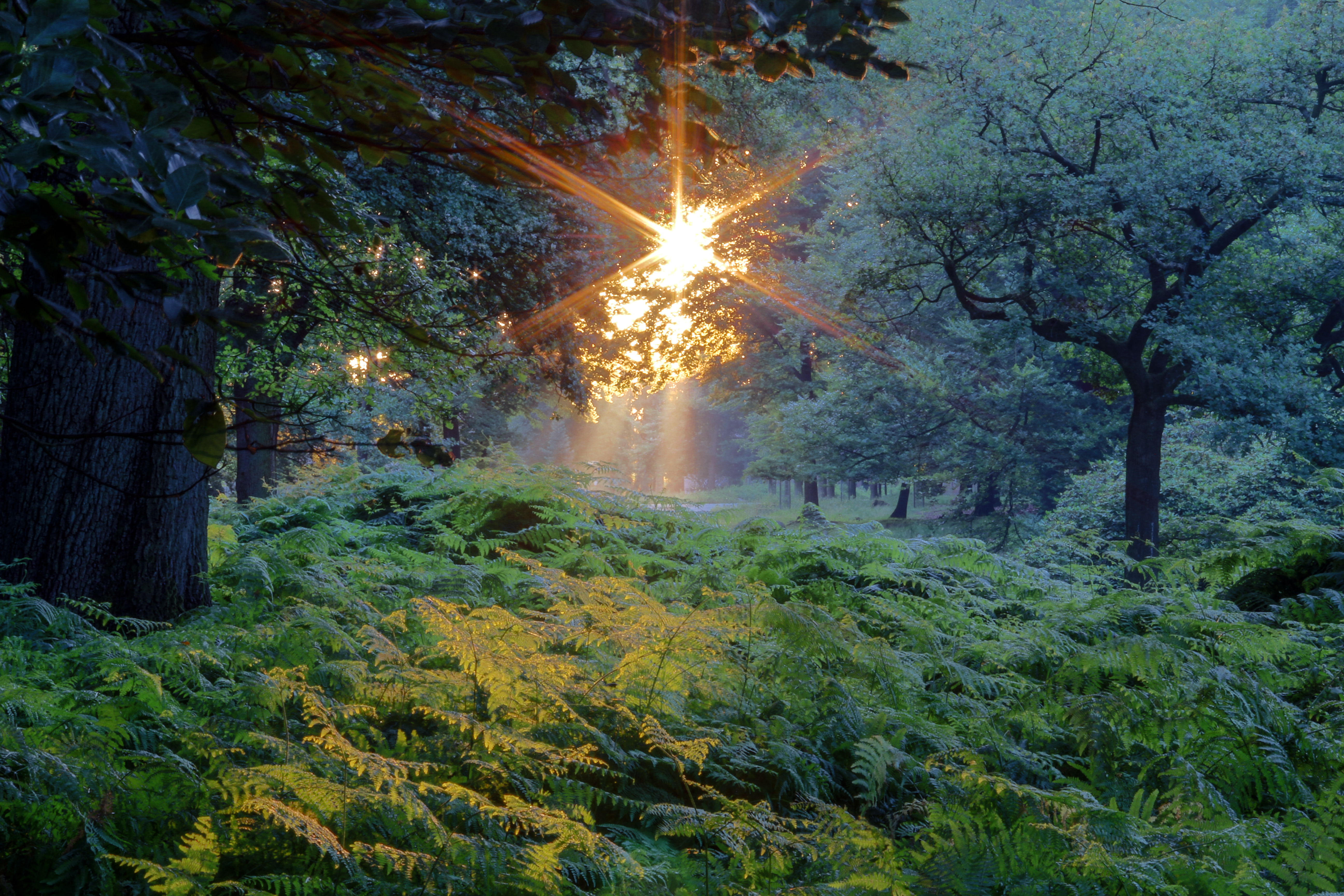
Ранок в парку
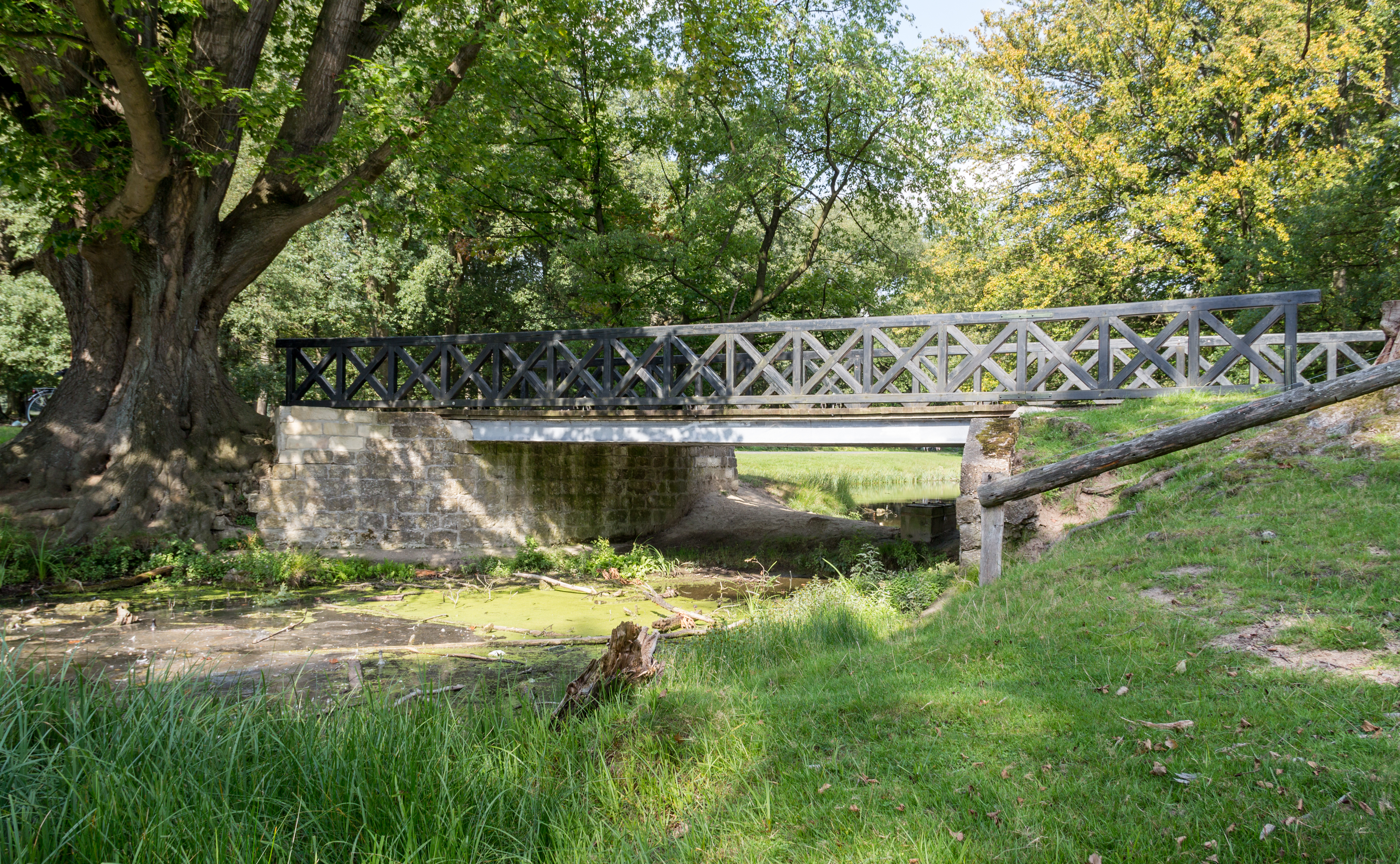
Міст на ставку
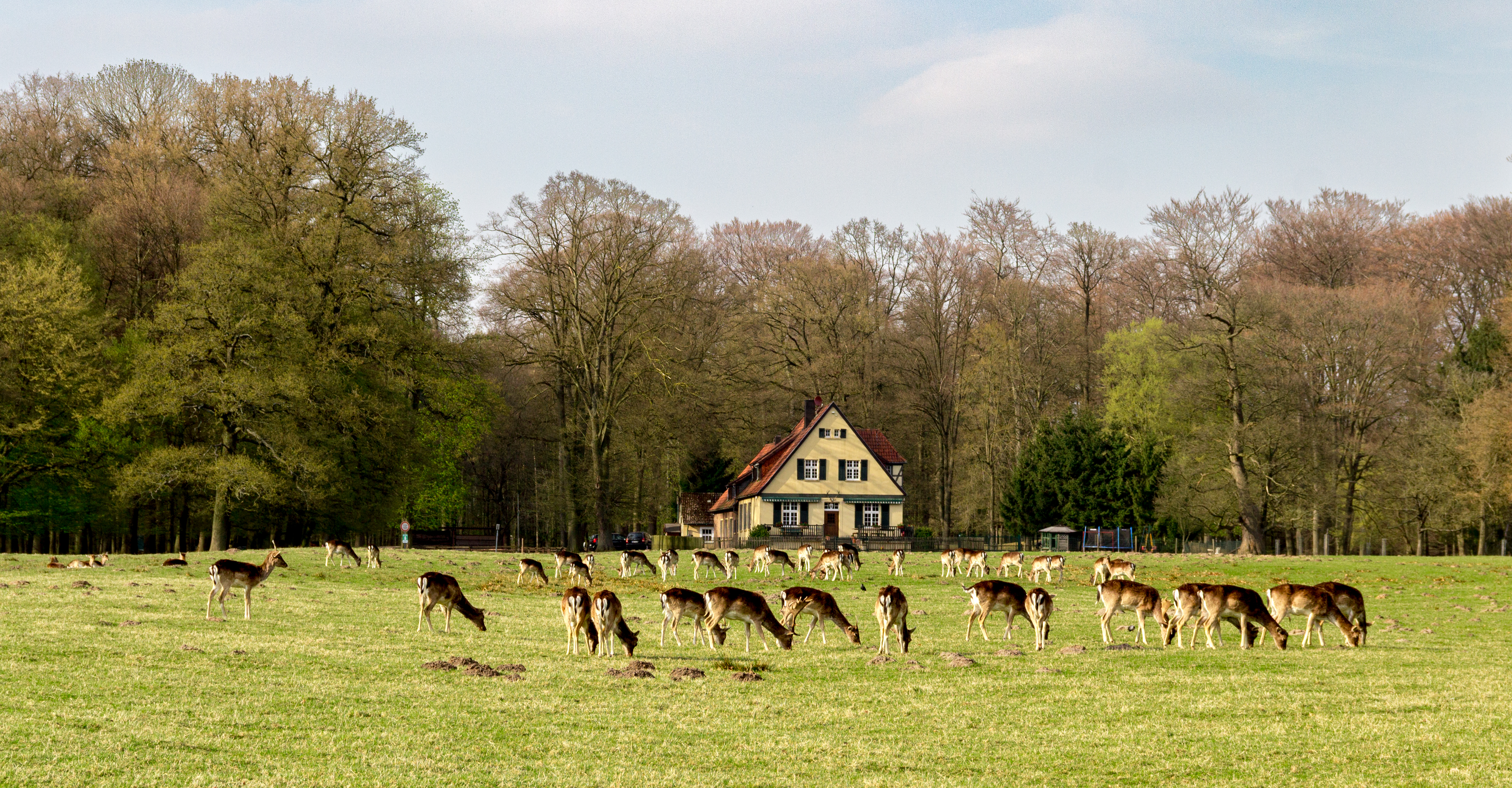
Лісовий будинок
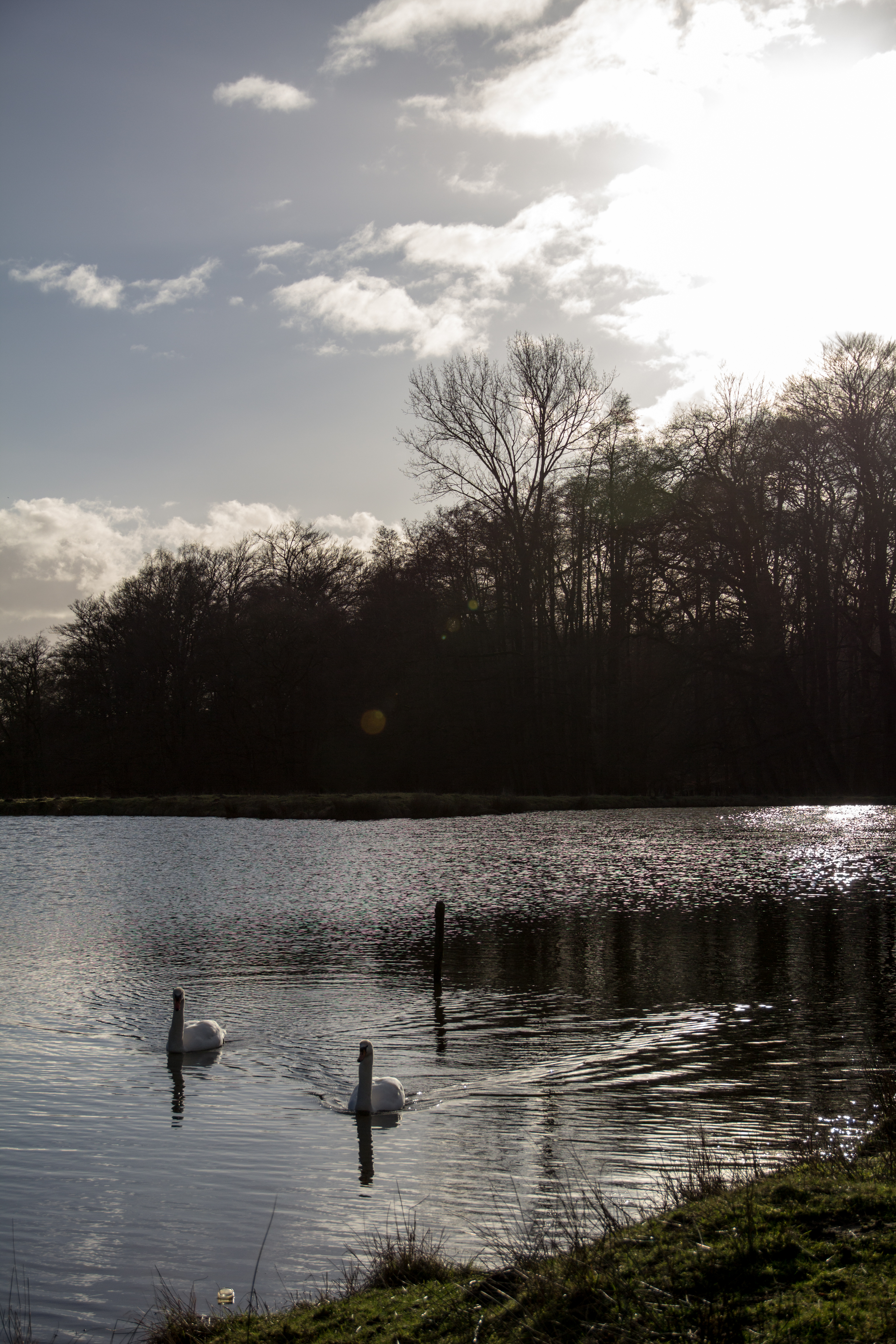
Ставок
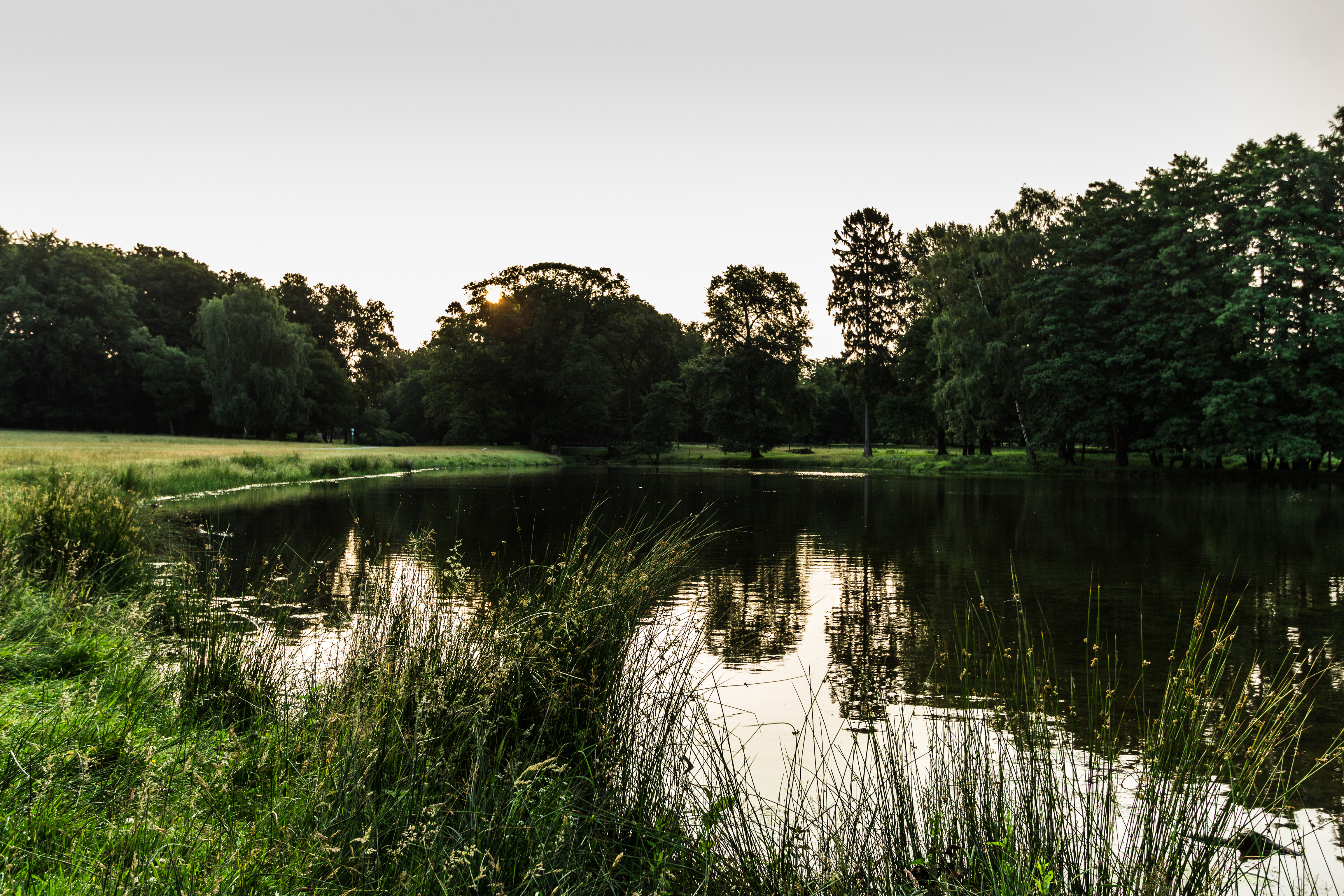
Ставок
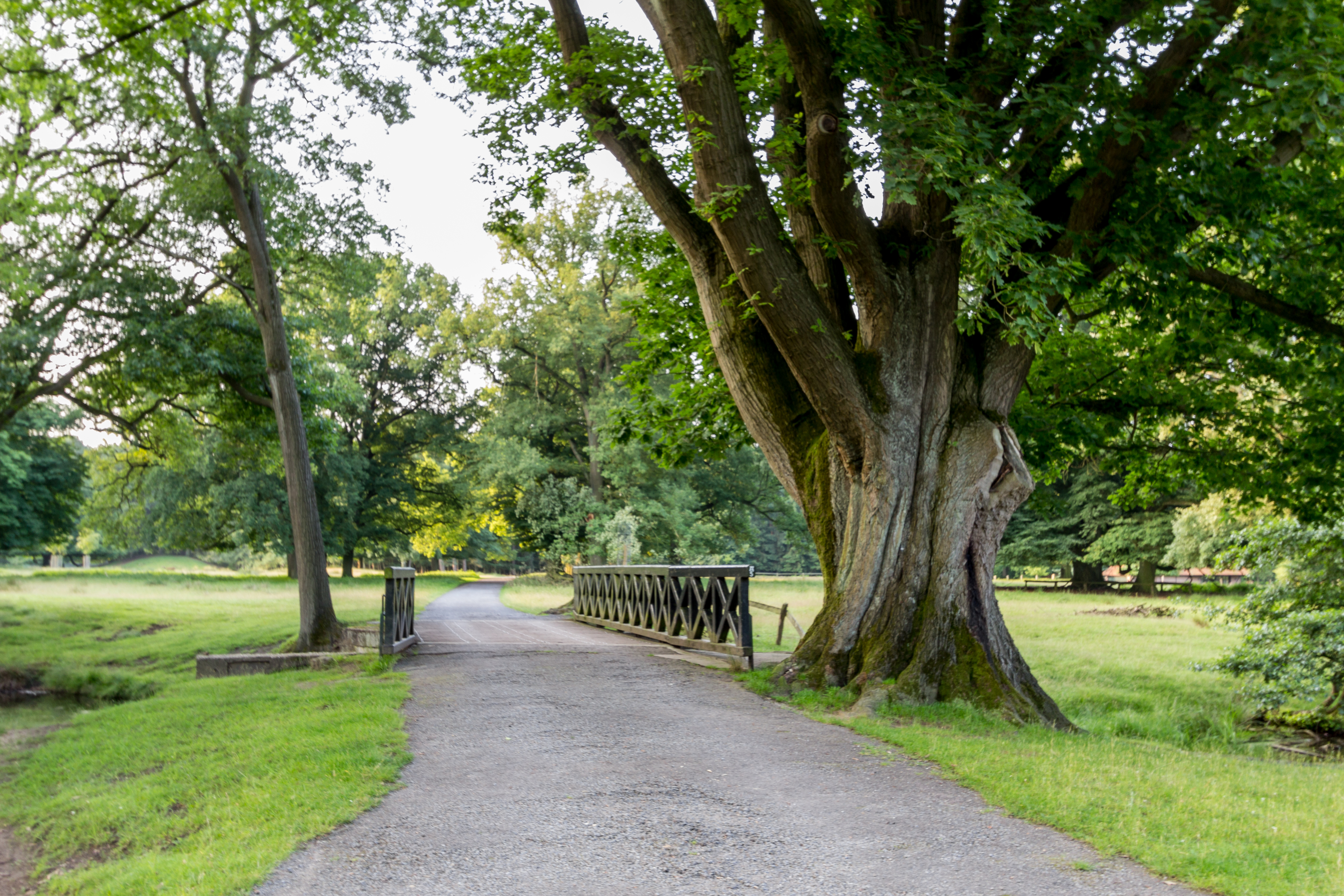
Міст поміж деревами